# 야마구치 루이
루이 야마구치(일본어: 山口 瑠伊, 1998년 5월 28일 ~ )는 프랑스에서 태어난 일본의 축구 선수이며 포지션은 골키퍼이다.

## 구단 경력
그는 2017년부터 2021년까지 엑스트레마두라 UD와 레크레아티보 우엘바에서 뛰었다. 2022년 J2리그의 미토 홀리호크에 입단했다. 2023년까지 63경기에 출전. 2024년 J1리그의 FC 마치다 젤비아로 이적했다. 2024년 8월 가와사키 프론탈레로 이적했다. 2025년에 AFC 챔피언스리그 엘리트 준우승.

## 국가대표팀 경력
그는 2017년 FIFA U-20 월드컵에 참가할 일본 U-20 국가대표팀에 선발되었으나 경기에 출전하지는 못하였다.